# Astilbe simplicifolia
Astilbe simplicifolia là một loài thực vật có hoa trong họ Saxifragaceae. Loài này được Makino miêu tả khoa học đầu tiên năm 1893.